# Наріта Кен
Наріта Кен (яп. 成田 剣, Narita Ken, нар. 18 травня 1964) — японський сейю. Народився 19 травня 1964-го року в місті Саітама, Японія. Озвучив 32 аніме (на 2013-й рік). Його справжнє ім'я Наріта Цутому (яп. 成田 勉, Narita Tsutomu). В даний час є фрілансером.
Отримав відомість за його ролі в: Hikarian (Hikari), InuYasha (Sesshomaru), Angelique серії (Arios), Коду Geass (Єремія Готвальд), Le Chevalier D'Eon (Durand), і Магічна Дівчина Ліричного Нахона Нападника (Тюрма Scaglietti).
Наріта недавно був обраний, щоб домогтися успіху в кінці Hirotaka Suzuoki як Bright Noa, починаючи з Mobile Suit Gundam Unicorn.
Він також був обраний, щоб озвучити Сайто Хаджіме в 2012-го випуском Rurouni Kenshin: Шін Кіото-Хен і Дракон Shiryu в Saint Seiya Omega.

## Озвучення повнометражного аніме
- Фехтувальник з Мінерви (відео, 1994)
- Ікс (1996)
- Інуяшя (2001)
- Інуяшя 3 (2003)
- Інуяшя 4 (2004)
- Бродяга Кеншін 3 (відео, 2011)
- Rurouni Kenshin: Shin Kyoto-Hen Zenpen Homura no Ori Part 2 (відео, 2012)

## Озвучення аніме-серіалів
- Могутні рейнджери (серіал, 1993—1996)
- Крутий вчитель Онідзука: Ранні роки (серіал, 1994)
- Таємнича гра (серіал, 1995—1996)
- Золотий хоробрий Гольдран (серіал, 1995)
- Могутні рейнджери турбо (серіал, 1997—1998)
- Bannô bunka nekomusume TV (серіал, 1998)
- Чарівна сцена модниці Лали (серіая, 1998)
- Android Ana Maico 2010 (серіал, 1998)
- Інуяшя (серіал, 2000—2005)
- Привид в обладунках: Синдром одинака (серіал, 2002—2005)
- Наруто (серіал, 2002—2007)
- Субмарина Супер 99 (серіал, 2003)
- Бліч (серіал, 2004—2013)
- Повітряні пірати (серіал, 2005)
- Нелюбимий (серіал, 2005)
- Райська школа (серіал, 2006)
- Пірати чорної лагуни (серіал, 2006 — …)
- Братство чорної крові (серіал, 2006)
- Код Ґіас: Повсталий Лелуш (серіал, 2006—2007)
- Полювання на привидів (серіал, 2006—2007)
- Наруто: Ураганні хроніки (серіал, 2007 — …)
- Пір'їнка (серіал, 2007)
- Інуяшя: Остання глава (серіал, 2009—2010)
- Кобата (серіал, 2009—2010)
- Історії: Сезон другий (серіал, 2013)

### OVA
- Araiso Private High School Student Council Executive Committee (Matsumoto Takahisa)
- All Purpose Cultural Cat Girl Nuku Nuku DASH! (Juuza Mishima)
- Angelique (Arios)
- Fushigi Yūgi (Tetsuya Kajiwara, Suzaku Seikun)
- Fushigi Yūgi Eikoden (Tetsuya Kajiwara, fake Suzaku)
- Mobile Suit Gundam Unicorn (Bright Noa)

### Театр анімації
- 6 Angels (Mike)
- InuYasha the Movie: Affections Touching Across Time (Sesshomaru)
- InuYasha the Movie: Fire on the Mystic Island (Sesshomaru)
- InuYasha the Movie: Swords of an Honorable Ruler (Sesshomaru)
- Rurouni Kenshin: Shin Kyoto-Hen (Saitō Hajime)
- X/1999 (Fūma Monou)

### Відеоігри
- Natsuki Crisis Battle (Tsuguo Nabeshima)
- Angelique series (Arios)
- Elemental Gelade series (Gladius)
- Phantom of Inferno (Scythe Master)
- Project X Zone (Vashyron)
- Resonance of Fate (Vashyron)
- Super Robot Wars Alpha 3 (Charico Macready)
- Melty Blood Actress Again (Michael Roa Valdamjong)
- Zettai Meikyuu Grimm (Jacob Grimm)
- Zettai Zetsumei Toshi 3 (Keisuke Hikawa)
- Omerta ~ Chinmoku no Okite ~ (Liu Jien)

### Дублюючі ролі
- Bionicle 2: Legends of Metru Nui (Vakama)
- Criminal Minds (Charles)
- Dark Angel (DVD edition) (Alec McDowell)
- Deep Rising (TV edition) (Mamooli)
- Dragonheart (King Einon)
- Швидка допомога (Dennis Gant)
- Good Will Hunting (Clark)
- Johnny Bravo (Johnny Bravo)
- Mighty Morphin Power Rangers (Skull, Baboo)
- Mortal Kombat (Liu Kang) (VHS/BD Editions)
- Open Water 2: Adrift (James)
- Rome (Marcus Junius Brutus)
- Seinfeld (DVD edition) (Jerry Seinfeld)
- Third Watch (Bobby Caffey)
- Titanic (Fabrizio De Rossi)

### CD
- Abunai series 4: Abunai Campus Love (Molester)
- Aigan Shounen (Godo)
- Angel Sanctuary (Archangel Raphael)
- Barajou No Kiss (Schwartz Yamamoto)
- Baito wa Maid!? (Takeaki Esaka)
- Baito wa Maid!? 2 — Shuubun!? Senden!? (Takeaki Esaka)
- Blue na Koneko (Hiroki Kuzumi)
- Brother (Pervert — Guest in volume 1)
- Danshiryou de Romance wo (Harumi Izumozaki)
- Endless series 3: Endless Love (Yoshimune Takara)
- Final Fantasy: Unlimited (Soljashy)
- Finder Series (Yan Tsu)
- Gisou Renai no Susume (Shuyo Akitsu)
- Hameteyaru! (Eiji Tatsumi)
- Katsuai series 1 (Touru Kurosaki)
- Katsuai series 2: Bakuren (Touru Kurosaki)
- Kedamono Series (Rei)
- Kodomo no Hitomi (Hitoshi Kashiwabara)
- Koi ni Inochi wo Kakeru no sa (Togashi)
- Koi no series 1: Koi no Tasting (Keisuke Nakamura)
- Koi no series 2: Koi no Seasoning (Keisuke Nakamura)
- Kubisuji ni Kiss ~Hong Kong Yakyoku~' (Suchue)
- Loveless (Seimei Aoyagi)
- Love Seeker (Kyousuke Suga)
- Milk Crown no Tameiki (Shinobu Takatou)
- Muteki na Bokura Series 1 (Satoshi Tsuyuki)
- Muteki na Bokura Series 2: Oogami Datte Kowakunai (Satoshi Tsuyuki)
- Muteki na Bokura Series 3: Shoubu wa Korekara! (Satoshi Tsuyuki)
- Muteki na Bokura Series 4: Saikyou na Yatsura (Satoshi Tsuyuki)
- Muteki na Bokura Series side story 1: Aitsu ni Muchuu (Satoshi Tsuyuki)
- Pink na Koneko (Hiroki Kuzumi)
- Omerta ~Chinmoku no Okite~ (Liu Jien)
- Ore no Mono! (Shou Hatori)
- Oresama Teacher (Takaomi Saeki)
- Saredo Futeki na Yatsura (Renji Ootsuki)
- Seikimatsu Tantei Club (John Garidebu)
- Shoukugyo, Ouji (Saido)
- Shounen Yonkei
- Skip Beat! (Ren Tsuruga)
- Slaver Series (Shigeru Yamawaki)
- Suit and Ribbon Tie (Hiroshi Tanabe)
- The Tyrant Falls in Love (Kunihiro Morinaga)
- Tsuki to Sabaku no Neru Yoru (Yazid)
- Wagamama Daiou ni Ki wo Tsukero (Yoshifumi Ikoma)
- Yume Miru Seiza (Yaginuma)